# フリーウェイ

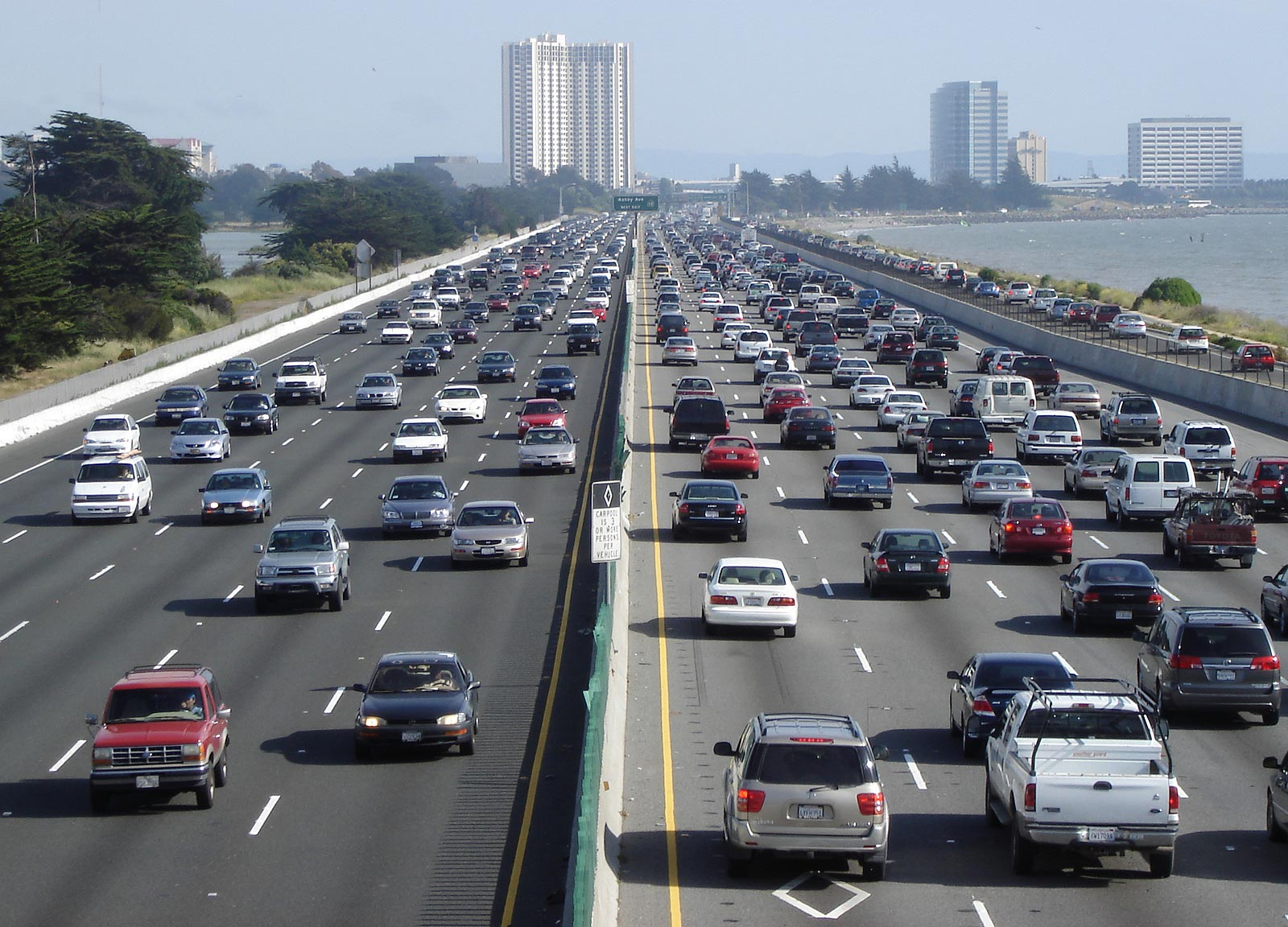
州間高速道路80号線(カリフォルニア州・バークレー）

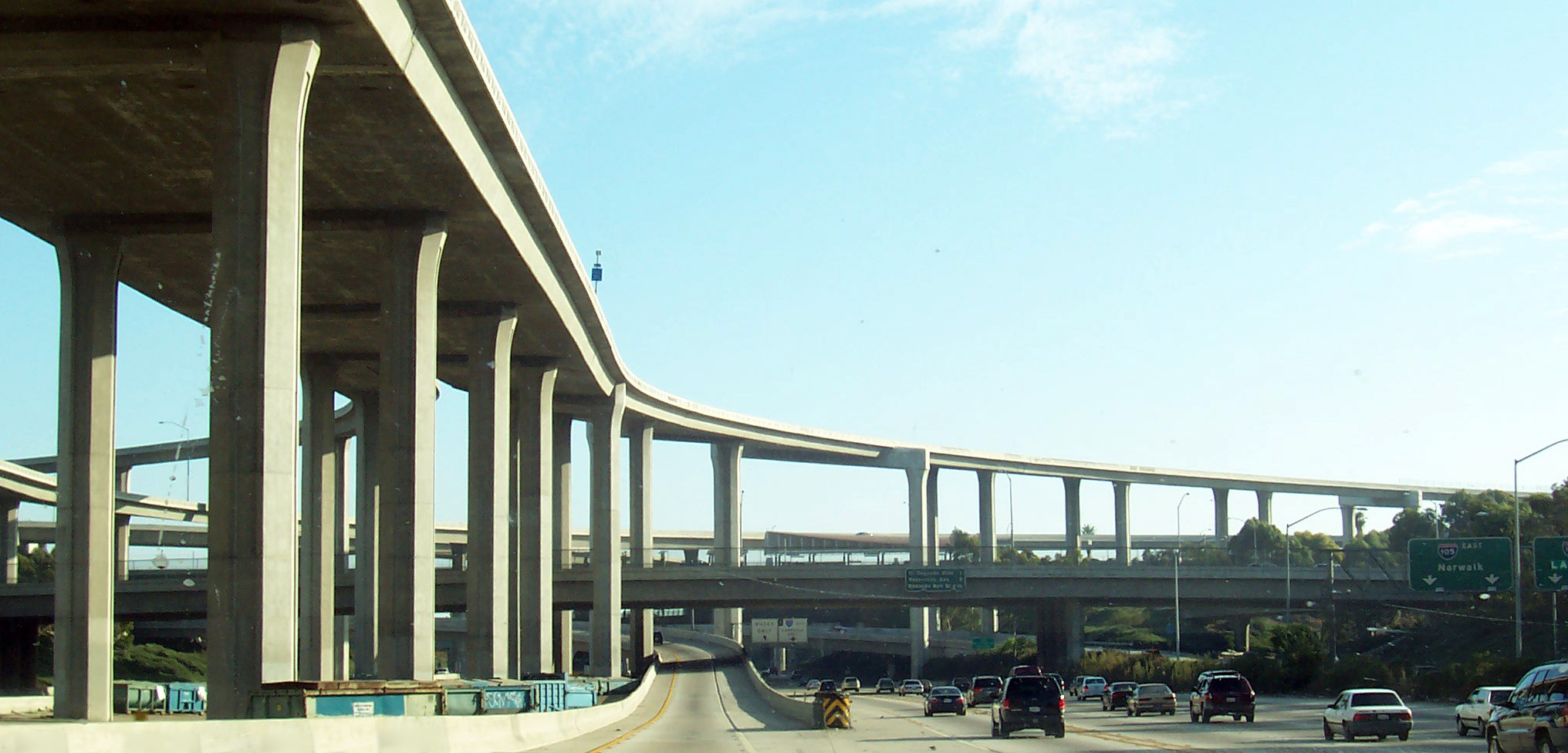
フリーウェイのジャンクション（カリフォルニア州・ロサンゼルス）

フリーウェイ（英語: freeway）とは、アメリカ合衆国やオーストラリア、南アフリカ共和国などの国々で高速道路を指す言葉である。アメリカでは最上位の幹線道路として位置づけられ、定義の上では、往復分離交通であり、信号および停止標識がなく一般の道路と立体交差し出入り制限をしているものを言う。

## アメリカ合衆国のフリーウェイ

### 概説
州間高速道路（インターステート・ハイウェイ、州際道路、州間道路、Interstate Highway）と都市高速道路（都市部の高規格主要幹線道路、Other Freeway and Expressway）がこれに該当する。このほかにも立体交差構造を持ち、フリーウェイと呼ばれている道路もある。また同種の道路の呼称として、エクスプレスウェイ（expressway）、スルーウェイ（thruway）、ターンパイク（turnpike）などという単語も使用される場合がある。ただし thruway, turnpike は有料道路を指すことが多い。
元々は立体交差構造なので一般道路のように信号など交通整理による停止が不要なことからフリー (free) と呼ばれたのであり、通行料が無料であるからフリーと呼ばれたのではない。通行が有料のフリーウェイも存在する。有料道路は「toll way」と呼ばれ区別される。

### 「expressway」と「freeway」の区別
土木技術者の間で受け入れられている合衆国の定義によるとexpressway は隣接地の所有者が進入する法的権限を持たない幹線道路を言う。freeway は流れの自由な、つまりその道路の本線において、信号機や一時停止の標識が必要な交差点などが存在しない expressway を指す。別の見方では、expressway は進入が制限されたものであり、freeway は進入が管理されたものであるとされる。
しかしながら多くの国民は、freeway の「free」を利用料金が無料であるとの意味に誤解している。カリフォルニア州などのように、大多数の freeway が無料である州もあるが（一部の橋に設置された料金所を通過する場合を除く）、イリノイ州やフロリダ州のように、特定の expressway においては各出口や本線上に料金所を設置している州もある。
法令上は、アメリカ連邦法により、およびほとんどの州で州法により、expressway および freeway という用語が、上述の様に土木技術者の用法と同様に定義されている。しかしながら、これら二つの用語の区別は普遍的なものではない。最初期に freeway を建設したいくつかの州では expressway という語と freeway という語は同じ意味を持ち、通常expressway ないし highway（昔からの呼び名）という言い方が好まれている。その他の地域では freeway という言葉は一般的である。
両種の道路を多く持つカリフォルニア州と比較すると、freeway と expressway の区別は必ずしも明確でなく、よく理解されてもいない。
フロリダ州は例外であり、expressway の語と freeway の語は異なる2つの意味を持つ。フロリダ州では expressway は進入の制限された有料道路と定義される。一方、freeway は進入の制限ないし管理されたその他の道路で、通行に費用のかからないものである。

## オーストラリアのフリーウェイ
オーストラリアでは自動車専用道路をフリーウェイまたはモーターウェイと呼ぶ。自動車専用道路はフリーウェイと呼ばれるが無料という意味ではなく通行料が必要である。
シドニー、メルボルン、ブリスベンといった都市部ではETC化されている。